# ناحية تشاهورز
ناحية تشاهورز (بالفارسية:بخش چاه ورز) هي إحدی نواحي مقاطعة لامرد في محافظة فارس في جنوب إيران. ومدينة تشاه ورز مرکز هذه الناحية. بلغ عدد سكانها حسب تعداد عام 2006 حوالي 7٬985 نسمة يشكّلون 1٬565 أسرة.

تبعد هذه الناحية عن شيراز مركز المحافظة حوالي 350 كم. وتقع تشاهورز في جنوب إيران، على ارتفاع 486 مترا عن مستوي سطح البحر. يحدّ تشاه ورز من الجنوب والجنوب الشرقي سِلْسِلَةُ الجبال العلامرودشتية، ومن الشمال يحدها نهر علاء مرودشت الموسمي.

تشاه ورز لديها شتاء معتدل وصيف حار جدا الرطبة. وتحوي علی عدد كبير من الحدائق النخول.
يختلف اسم تشاه ورز في الكتب والأسناد الموجودة، حيث تسميت تشاه ورز بعدة الأسماء منها «تشاه ورد» و«تشاه ورزا» و«تشاه برد».
وقد غزاها عفیف الدین شاه زندو، وفي القرون الرابع للإسلام كان لا يزال فيها هيكلان من هياكل النار التي كان يعبدها المجوس قبل الإسلام.
كانت تشاه ورز فارغ من السكان بعد فتح عفیف الدین حتی اضطرّ عالي محب على الهجرة من قریة أنغالي وهاجر إلی تشاه ورز.
تشاه ورز في كتاب لغة دهخدا (1930م) قرية في قسم بیرم الريفي ویشتغل شعبها بالزراعة وتربیة المواشي ولكن في ایّامنا هذه ینشغل معظم شعب التشاه ورز بالاعمال التجارية.

## التسمية
تسميت تشاه ورز في الكتب والأسناد الموجودة، بعدة الأسماء منها «تشاه ورد» و«تشاه ورزا» و«تشاه برد».
ذکر علي أكبر دهخدا اسم تشاه ورز في معجمه الشهير حامل عنوان «معجم الدهخدا»: «تشاه ورد» و
يُشتق هذا الاسم من كلمتين: «تشاه» وتعني «بئر»، و«ورد» وتُفيد معنى «بئر الورد».
ذکر المؤرخ العرب القدیم القرية باسم «تشاه برد» ويُشتق هذا الاسم من كلمتين: «تشاه» وتعني «بئر»، و«برد» وتعني «حجر» وتُفيد معنى «بئر الحجر».
ويقال المحليون أن الاسم القديم للقرية هو «تشاه ورزا». ويُشتق هذا الاسم من كلمتين: «تشاه» وتعني «بئر»، و«ورزا» وتعني «الثور» وتُفيد معنى «بئر الثور» وقيل يرجع سبب هذه التسمية إلى استخدام أهالي القرية الثور في سحب الماء من البئر.

## تاریخ

### قبل الإسلام
كان يعيشون سكان تشاه ورز في الحصن الكلرخ التي تقع في جنوب التشاه ورز حاليا وفيها هيكلان من هياكل النار التي كان يعبدها المجوس.

### الفتح الإسلامي لتشاه ورز
عام 450 ه. ق تمكن المسلمون بقيادة عفيف الدين شاه زندو من فتح تشاه ورز (و لار) وضمها إلى حظيرة الدولة الإسلامية، بعد أن هزموا الفرس في عدة وقعات، اعتنق الزرادشتيين الإسلام حيث أمر عفيف الدين بالسجل 24 آلاف من الذين أسلموا في الصحيفة والدفن الصحيفة معه طلبا للشفاعة في يوم الدين.
كانت تشاه ورز فارغ من السكان بعد فتح عفیف الدین. حسب الروايات المحلية تنسب تأسيس القرية من جديد إلى شخص يدعى «عالي محب» وهو اضطرّ على الهجرة من قریة أنغالي وهاجر إلی تشاه ورز.

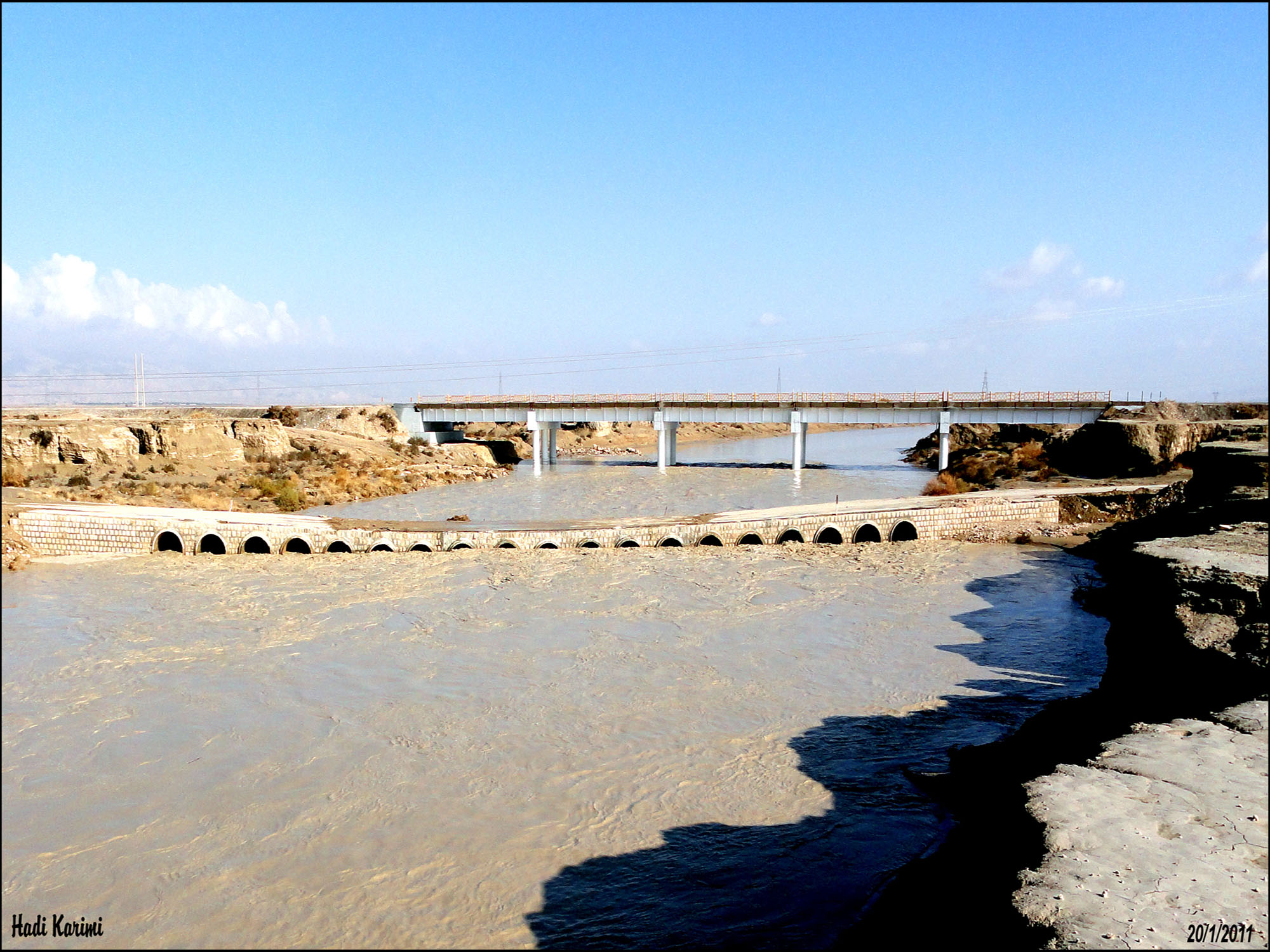
نهر علاء مرودشت الموسمي، يعبر تشاه ورز من الجهة الشمالية.

## جغرافيا
تقع قسم تشاه ورز في جنوب إيران وجنوب غرب محافظة فارس. وتقع تشاه ورز في سهل علاء مرودشت على سفوح جبال علاء مرودشت (على ارتفاء 486 متر عن مستوي سطح البحر). وتشاه ورز منطقة جبلية، ومن الجبال المشهورة حولها جبل بل. يعبر تشاه ورز نهر وحيد وهو نهر علاء مرودشت الموسمي، وهو يتدفق خلال مواسم الشتاء كثيفة الأمطار، ينبع من جبال بلدة صحراء باغ في مقاطعة لارستان ويعبر تشاه ورز من الجهة الشمالية ويصب في الخليج العربي.
وتقع تشاه ورز 350 كيلومترا إلى الجنوب من شيراز، وتبعد شيراز عن طهران 919 كيلومترا (571 ميلا).

## السكان
في تقدیرات عام 2006 كان عدد سكانها 2,640 نسمة، وعدد الأسر 521 أسرة. وفي تقدیرات عام 2010 انخفض عدد سكان تشاه ورز إلى 2,404 نسمة ولكن ارتفع عدد الأسرة إلی 619 أسرة. وغالبية سكان تشاه ورز من الفرس، ويتكلمون لهجة خاصة من لهجات اللغة الفارسية، وهي اللهجة السائدة في مقاطعة لامرد.
هذا الجدول يوضح بعض المصطلحات المستخدمة في اللهجة التشاه ورزیة، والتي تختلف عن اللغة الفارسية القياسية، مع مقابلها في اللغة العربية:
| اللهجة الجاه ورزیة | الفارسية القياسية | العربية |
| ------------------ | ----------------- | ------- |
| کوچیك              | کوچك              | صغير    |
| دس                 | دست               | كف      |
| ماس                | ماست              | زبادي   |
| صو                 | صبح               | نهار    |
| شوم                | شب                | لیل     |

## معالم القسم

### قلعة كلرخ الأثرية
قلعة كلرخ هي قلعة أثرية تقع في الجزء الجنوبي من مدينة تشاه ورز وتعتبر من أهم الاثار الموجودة بمقاطعة لامرد، والتي يعود تاريخها إلى العهود الساساني.

### النخلة المتوأمة

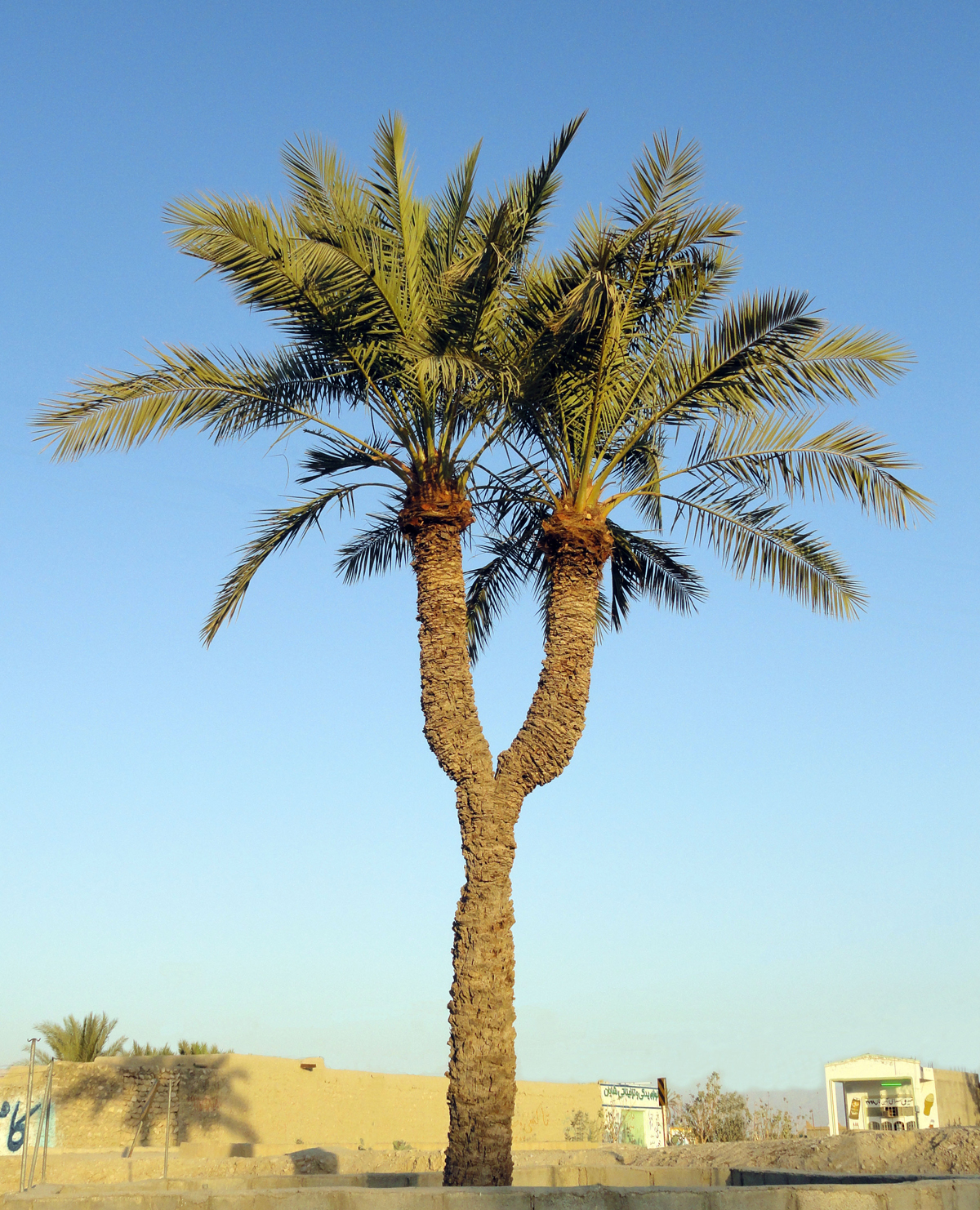
النخلة المتوأمة

تعد النخلة المتوأمة إحدى من المعالم الطبیعية في تشاه ورز.

## مشاهیر
- أحمد أكبربور (هو كاتب شهير إیراني وإحدى من مؤلفاته فی تصنيف الغراب البيضاء.)[19][20]
- عليرضا عسكري تشاوردي (هو عالم الآثار ورئیس جامعة شيراز الفنية.)[21]

## الاقتصاد
في سالف الزمان، كان یشتغل شعب التشاه ورز بالزراعة وتربیة المواشي ولكن في ایّامنا هذه ینشغل معظمهم بالاعمال التجارية وتشکل القسم إحدى أقطاب الاقتصاد المقاطعة لامرد، فهي تشتهر بأعمالها التجارية، وبقطاع الإتصال.